# السجين (مسلسل قصير)
ذا بريزونر (بالإنجليزية: The Prisoner)‏ هو مسلسل تلفزيوني قصير عن رجل يستيقظ في قرية غامضة حيث لا توجد طريقة للهروب منها، ويتساءل عمن بنى القرية ولماذا. وهذا المسلسل هو إنتاج مشترك بين الشبكة الأمريكية إيه إم سي (AMC) و القناة البريطانية آي تي في (ITV).

## روابط خارجية
- ذا بريزونر على موقع IMDb (الإنجليزية)
- ذا بريزونر على موقع ميتاكريتيك (الإنجليزية)
- ذا بريزونر على موقع روتن توميتوز (الإنجليزية)
- ذا بريزونر على موقع ليتربوكسد (الإنجليزية)
- ذا بريزونر على موقع كينوبويسك (الروسية)
- ذا بريزونر على موقع ألو سيني (الفرنسية)
- ذا بريزونر على موقع قاعدة بيانات الفيلم (الإنجليزية)